# Struktura organizacyjna Polskiego Kontyngentu Wojskowego w Afganistanie
Struktura organizacyjna Polskiego Kontyngentu Wojskowego (PKW) w Afganistanie (w latach 2001-2003 jako Polski Kontyngent Wojskowy w składzie Sił Sojuszniczych w Islamskim Państwie Afganistanu, Emiracie Bahrajnu, Republice Kirgiskiej, Państwie Kuwejtu, Republice Tadżykistanu i Republice Uzbekistanu oraz na Morzu Arabskim i Oceanie Indyjskim, w latach 2004-2014 i 2021 Polski Kontyngent Wojskowy w Islamskiej Republice Afganistanu, od 2014 Polski Kontyngent Wojskowy w misji Resolute Support Organizacji Traktatu Północnoatlantyckiego w Islamskiej Republice Afganistanu) była wielokrotnie modyfikowana na przestrzeni lat. Wynikało to głównie ze zmian charakteru zadań i misji kontyngentu - początkowo było to niewielkie zgrupowanie inżynieryjne w Bagram, w latach 2007-2008 składał się z oddziałów operacyjnych i szkoleniowych rozproszonych głównie we wschodniej części Afganistanu, w latach 2008-2014 z Polskich Sił Zadaniowych rozlokowanych w prowincji Ghazni, a po zakończeniu mandatu sił ISAF w 2014 trzon kontyngentu stanowili doradcy wojskowi.

## I-II zmiana OEF (2002-2003)
Do 2003 PKW faktycznie składał się z czterech niezależnych komponentów, co związane było z jego udziałem w różnych działaniach w operacji Enduring Freedom, czyli w Afganistanie i Zatoce Perskiej.
- Dowódca PKW (Bagram)
  - Zgrupowanie nr 1 – dowództwo i sztab PKW  (Bagram)
    - pluton logistyczny (Bagram)
    - pluton ochrony (Bagram)
    - pluton saperów (Bagram)

  - Zgrupowanie nr 2 (Kuwejt) – od 2003 w PKW Irak
    - zespół komandosów (Kuwejt)
    - ORP Kontradmirał Xawery Czernicki (Bahrajn) – od lipca 2002

  - Zgrupowanie nr 3 (Tampa) – od 2003 w PKW Irak
    - Polski Zespół Łącznikowy (Tampa)

  - zgrupowanie w Polsce – od 2003 w PKW Irak
    - pluton przeciwchemiczny
    - zespół rozpoznania bakteriologicznego

Czas trwania zmian, ich dowódcy, liczebność i jednostki je wystawiające:
| Zmiana | Początek   | Koniec  | Dowódca                 | Wystawiająca | Liczebność                                |
| ------ | ---------- | ------- | ----------------------- | ------------ | ----------------------------------------- |
| I OEF  | 16.03.2002 | 10.2002 | ppłk Marek Mecherzyński | 1 BSap       | Afganistan: ok. 100 Zatoka Perska: ok. 80 |
| II OEF | 10.2002    | 04.2003 | ppłk Adam Słodczyk      | 1 BSap       | Afganistan: ok. 100 Zatoka Perska: ok. 80 |

## III-X zmiana OEF (2003-2007)
Po wydzieleniu zgrupowań nr 2 i 3 dotychczasowe Zgrupowanie nr 1 był jedynym elementem PKW. W kolejnych latach do Afganistanu były wysyłane niewielkie grupy specjalistów, operacyjnie pozostające poza dowództwem Zgrupowania nr 1, ale narodowo podległe dowódcy PKW.
- Dowództwo i sztab PKW/PSZ – Zgrupowanie nr 1 (Bagram)
  - pluton ochrony (Bagram)
  - pluton saperów (Bagram)
  - Narodowy Element Zaopatrzenia - NSE (Bagram) – do 2005 jako pluton logistyczny, narodowo podległy PKW
  - Zgrupowanie nr 2 (Mazar-i Szarif) - od 2006, narodowo podległe PKW
    - Mobilny Zespół Obserwacyjny PRT Balch – MOT PRT Balch (Mazar-i Szarif)

  - Zgrupowanie nr 3 (Kabul) – od 2004, narodowo podległe PKW
    - oficerowie w dowództwach ISAF i CSTC-A (Kabul)

Czas trwania zmian, ich dowódcy, liczebność i jednostki je wystawiające:
| Zmiana   | Początek   | Koniec     | Dowódca                 | Wystawiająca | Liczebność |
| -------- | ---------- | ---------- | ----------------------- | ------------ | ---------- |
| III OEF  | 04.2003    | 10.2003    | ppłk Henryk Łukasiewicz | 1 BSap       | ok. 100    |
| IV OEF   | 10.2003    | 04.2004    | ppłk Krzysztof Klupa    | 1 BSap       | ok. 100    |
| V OEF    | 04.2004    | 07.10.2004 | ppłk Krzysztof Klupa    | 1 BSap       | ok. 100    |
| VI OEF   | 07.10.2004 | 03.2005    | ppłk Lesław Kruczyński  | 1 BSap       | ok. 100    |
| VII OEF  | 03.2005    | 05.10.2005 | ppłk Piotr Bednarczyk   | 1 BSap       | ok. 100    |
| VIII OEF | 05.10.2005 | 10.04.2006 | ppłk Dariusz Tulin      | 1 BSap       | ok. 100    |
| IX OEF   | 10.04.2006 | 09.10.2006 | ppłk Bogdan Papierski   | 2 BSap       | ok. 100    |
| X OEF    | 09.10.2006 | 25.04.2007 | ppłk Piotr Sołomonow    | 5 pinż       | ok. 150    |

## I-III zmiana ISAF (2007-2008)
Przez III pierwsze zmiany polskiego kontyngentu podległego ISAF nie stanowił on jednej zwartej jednostki, a kilka oddzielnych, operacyjnie podporządkowanych różnym dowództwom regionalnym i okresowo rotowanym siłom zadaniowym. Dowództwo PKW sprawowało tylko narodową kontrolę nad polskimi oddziałami (z wyjątkiem NSE, podlegającego tylko dowództwu PKW).
- Dowództwo i sztab PKW (Bagram)
  - Zgrupowanie nr 1 (Bagram) – podlegało Dowództwu Regionalnemu Wschód
    - Polska Grupa Bojowa (Szaran) – podlegała amerykańskiej brygadzie z dowództwem w Szaranie
      - Zespół Bojowy Alfa (Ghazni)
      - Zespół Bojowy Bravo (Szaran)
      - Zespół Bojowy Charlie (Wazacha)
      - Grupa Współpracy Cywilno-Wojskowej – CIMIC (Szaran)
      - Grupa Wsparcia Psychologicznego – PSYOPS (Szaran)
      - Operacyjny Zespół Doradczo-Łącznikowy – OMLT (Gardez)
      - pluton ochrony (Szaran)
      - pluton łączności (Szaran)

    - Zgrupowanie Sił Specjalnych (Kandahar) – podlegało Task Force 73 (Siłom Zdaniowym Operacji Specjalnych 73)
    - Narodowy Element Zaopatrzenia – NSE (Bagram) – podlegał pod Dowództwo PKW
      - Wysunięta Grupa Wsparcia Logistycznego (Bagram)

    - Samodzielna Grupa Powietrzna (Bagram) – od 2008, podlegała Task Force Destiny (Siłom Zadaniowym Przeznaczenie)
    - kompania inżynieryjna (Bagram) – podlegała Combined Task Force Sword (Połączonym Siłom Zadaniowym Miecz)

  - Zgrupowanie nr 2 (Mazar-i Szarif) – podlegało Dowództwu Regionalnemu Północ, do 2008
    - Operacyjny Zespół Doradczo-Łącznikowy – OMLT (Mazar-i Szarif) – do 2008
    - Mobilny Zespół Obserwacyjny PRT Balch – MOT PRT Balch (Mazar-i Szarif) – do 2007

  - Zgrupowanie nr 3 (Kabul) – podlegało Dowództwu Regionalnemu Stołecznemu
    - oficerowie w dowództwach ISAF i CSTC-A (Kabul)

Czas trwania zmian, ich dowódcy, liczebność i jednostki je wystawiające:
| Zmiana   | Początek   | Koniec     | Dowódca                    | Wystawiająca | Liczebność |
| -------- | ---------- | ---------- | -------------------------- | ------------ | ---------- |
| I ISAF   | 25.04.2007 | 31.10.2007 | gen. dyw. Marek Tomaszycki | 10 BKPanc    | ok. 1200   |
| II ISAF  | 31.10.2007 | 15.05.2008 | gen. bryg. Jerzy Biziewski | 17 BZ        | ok. 1200   |
| III ISAF | 15.05.2008 | 30.10.2008 | gen. bryg. Grzegorz Buszka | 12 BZ        | ok. 1200   |

## IV-XI zmiana ISAF (2008-2012)
Od 2008 struktura PKW/PSZ, odpowiadającego za bezpieczeństwo w prowincji Ghazni, jest dostosowana do wymogów asymetrycznego pola walki, czyli obejmuje element kinetyczny - operacyjny, mający za zadanie walkę z grupami partyzanckimi i terrorystycznymi oraz element niekinetyczny – współpracy, mający za zadanie pomoc ludności cywilnej i afgańskim siłom bezpieczeństwa.
- Dowództwo i sztab PKW/PSZ (Ghazni)
  - elementy kinetyczne operacyjnie podległe PKW
    - Zgrupowanie Bojowe Alfa (Ghazni)
      - 1 kompania piechoty zmotoryzowanej (Ghazni)
      - 2 kompania piechoty zmotoryzowanej (Andar)
      - 3 kompania piechoty zmotoryzowanej (Ghazni) – od 2010
      - kompania logistyczna (Ghazni)
      - Grupa Inżynieryjna (Ghazni)
      - Grupa Wsparcia Ogniowego (Ghazni/Andar)

    - Zgrupowanie Bojowe Bravo (Gelan)
      - 1 kompania piechoty zmotoryzowanej (Gelan)
      - 2 kompania piechoty zmotoryzowanej (Giro)
      - 3 kompania piechoty zmotoryzowanej (Karabag) – od 2010
      - kompania logistyczna (Gelan)
      - Grupa Inżynieryjna (Gelan)
      - Grupa Wsparcia Ogniowego (Gelan/Giro)

    - Grupa Rozpoznawcza (Ghazni)
    - Grupa Łączności (Ghazni)
    - Samodzielna Grupa Powietrzno-Szturmowa (Ghazni/Bagram) – od 2011 Samodzielna Grupa Powietrzna
    - kompania ochrony (Ghazni)

  - elementy niekinetyczne operacyjnie podległe PKW
    - Grupa ds. Zarządzania i Rozwoju Dystryktów (Ghazni) – od 2010
    - Grupa Współpracy Cywilno-Wojskowej – CIMIC (Ghazni/Gelan) – 3, od 2010 4 zespoły wsparcia taktycznego
    - Grupa Wsparcia Psychologicznego – PSYOPS (Ghazni)
    - Grupa Zabezpieczenia Medycznego – GZM (Ghazni)
    - Operacyjny Zespół Doradczo-Łącznikowy – OMLT (Ghazni/Gelan) – 4, od 2010 5 zespołów[5]
    - Operacyjny Zespół Doradczo-Łącznikowy ds. Policji - POMLT (Ghazni/Gelan) – od 2009 2, od 2010 8 zespołów[6]
    - Zespół Specjalistów i pluton ochrony w Zespole Odbudowy Prowincji Ghazni - PRT Ghazni (Ghazni)

  - elementy operacyjnie podległe NTM-A
    - Akademia Policyjna TSS w Ghazni (Ghazni)
    - Zespół ds. Szkolenia Artylerii (Gardez) – podlegał Regionalnemu Centrum Szkolenia Wojskowego – Gardez
    - Zespół ds. Szkolenia Piechoty (Gardez) – od 2011, podlegał Regionalnemu Centrum Szkolenia Wojskowego – Gardez

  - elementy tylko narodowo podległe PKW
    - Zgrupowanie Sił Specjalnych (Ghazni) – podległe Dowództwu Operacji Specjalnych ISAF
      - Zadaniowy Zespół Bojowy Wojsk Specjalnych – Task Force 49 (TF-49) (Ghazni?)
      - Zadaniowy Zespół Bojowy Wojsk Specjalnych – Task Force 50 (TF-50)[7] (Ghazni?) – od 2010

    - Narodowy Element Zaopatrzenia – NSE (Ghazni/Bagram)
      - Wysunięta Grupa Wsparcia Logistycznego (Bagram)

    - Grupa KAIA (Kabul) – 2009, podlegała Stołecznemu Dowództwu Regionalnemu
    - Zespół Lotniczy (Ghazni/Bagram) – od 2010, podlegał Air Task Force (Powietrznym Siłom Zadaniowym)
    - odwodowa kompania zmotoryzowana (Polska) – od 2009
    - oficerowie w dowództwach ISAF i NTM-A (Kabul/Bagram)

Czas trwania zmian, ich dowódcy, liczebność i jednostki je wystawiające:
| Zmiana    | Początek   | Koniec     | Dowódca                           | Wystawiająca | Liczebność                 |
| --------- | ---------- | ---------- | --------------------------------- | ------------ | -------------------------- |
| IV ISAF   | 30.10.2008 | 29.04.2009 | płk Rajmund Andrzejczak           | 12 DZ        | ok. 1600                   |
| V ISAF    | 29.04.2009 | 26.10.2009 | płk Rajmund Andrzejczak           | 6 BDSz       | ok. 2000                   |
| VI ISAF   | 26.10.2009 | 20.04.2010 | gen. bryg. Janusz Bronowicz       | 21 BSP       | ok. 2200 (do marca - 2000) |
| VII ISAF  | 27.04.2010 | 28.10.2010 | gen. bryg. Andrzej Przekwas       | 1 DZ         | ok. 2600                   |
| VIII ISAF | 28.10.2010 | 20.04.2011 | gen. bryg. Andrzej Reudowicz      | 10 BKPanc    | ok. 2600                   |
| IX ISAF   | 20.04.2011 | 26.10.2011 | gen. bryg. Sławomir Wojciechowski | 17 BZ        | ok. 2600                   |
| X ISAF    | 26.10.2011 | 18.04.2012 | gen. bryg. Piotr Błazeusz         | 15 BZ        | ok. 2500                   |
| XI ISAF   | 18.04.2012 | 24.10.2012 | gen. bryg. Bogdan Tworkowski      | 6 BPD        | ok. 2500                   |

## XII-XIII zmiana ISAF (2012-2013)
W 2012, w związku z rozpoczęciem procesu redukcji liczebności i kończenia misji bojowej PKW, nastąpiły w nim zmiany organizacyjne i lokacyjne – większość polskich sił została rozmieszczona w północnej i północno-wschodniej części prowincji Ghazni.
- Dowództwo i sztab PKW/PSZ (Ghazni)
  - elementy kinetyczne operacyjnie podległe PKW
    - Taktyczne Zgrupowanie Bojowe Charlie (Ghazni)[13]
      - 1 kompania piechoty zmotoryzowanej (Ghazni)
      - 2 kompania piechoty zmotoryzowanej (Ghazni)
      - 3 kompania piechoty zmotoryzowanej (Ghazni)
      - kompania logistyczna (Ghazni)
      - Grupa Inżynieryjna (Ghazni)
      - Grupa Wsparcia Ogniowego (Ghazni)

    - Grupa Rozpoznawcza (Ghazni)
    - Samodzielna Grupa Powietrzno-Szturmowa (Ghazni/Bagram)

  - elementy niekinetyczne operacyjnie podległe PKW
    - Grupa ds. Zarządzania i Rozwoju Dystryktów (Ghazni)
    - Grupa Łączności (Ghazni)
    - Grupa Współpracy Cywilno-Wojskowej – CIMIC (Ghazni) – 4 zespoły wsparcia taktycznego
    - Grupa Wsparcia Psychologicznego - PSYOPS (Ghazni)
    - Grupa Wywiadu Pola Walki HUMINT, elementy SIGINT i WE
    - Grupa Zabezpieczenia Medycznego - GZM (Ghazni)
    - Zespół Doradczy ds. Policji - PAT (Ghazni) – 5 zespołów
    - Zespół Doradczy ds. Wojska - MAT (Ghazni) – 2 zespoły
    - Zespół Odbudowy Prowincji Ghazni - PRT Ghazni (Ghazni)

  - elementy operacyjnie podległe NTM-A – do 2013
    - Akademia Policyjna TSS w Ghazni (Ghazni)
    - Zespół ds. Szkolenia Artylerii (Gardez) – podlegał Regionalnemu Centrum Szkolenia Wojskowego - Gardez
    - Zespół ds. Szkolenia Piechoty (Gardez) – podlegał Regionalnemu Centrum Szkolenia Wojskowego - Gardez

  - elementy tylko narodowo podległe PKW
    - Zgrupowanie Wojsk Specjalnych (Ghazni) – podlegało Dowództwu Operacji Specjalnych ISAF
      - Zadaniowy Zespół Bojowy Wojsk Specjalnych – Task Force 49 (TF-49) JWG (Ghazni)
      - Zadaniowy Zespół Bojowy Wojsk Specjalnych – Task Force 50 (TF-50) JWK (Ghazni, Szaran)
      - Grupa Wsparcia Informacyjnego Wojsk Specjalnych JW Nil (Ghazni)

    - Narodowy Element Wsparcia - NSE (Ghazni/Bagram)
      - Wysunięta Grupa Wsparcia Logistycznego (Bagram)

    - odwodowa kompania zmotoryzowana (Polska)
    - oficerowie w dowództwach ISAF i NTM-A (Kabul/Bagram)

Czas trwania zmian, ich dowódcy, liczebność i jednostki je wystawiające:
| Zmiana    | Początek   | Koniec     | Dowódca                     | Wystawiająca | Liczebność |
| --------- | ---------- | ---------- | --------------------------- | ------------ | ---------- |
| XII ISAF  | 24.10.2012 | 08.05.2013 | gen. bryg. Andrzej Tuz      | 12 BZ        | ok. 1800   |
| XIII ISAF | 08.05.2013 | 26.11.2013 | gen. bryg. Marek Sokołowski | 25 BKPow     | ok. 1600   |

## XIV zmiana ISAF (2013-2014)
XIV zmiana poddana została znacznej redukcji i przeformowaniu – zlikwidowano batalionowe zgrupowanie bojowe oraz część elementów niekinetycznych, rozpoczęto przegrupowanie kontyngentu do bazy White Eagle w Bagram.
- Dowództwo i sztab PKW/PSZ (Ghazni→Bagram)
  - elementy kinetyczne operacyjnie podległe PKW
    - Taktyczny Zespół Bojowy - TZB (Ghazni)
      - 7 plutonów (Ghazni)
      - Grupa Inżynieryjna (Ghazni)

    - Samodzielna Grupa Powietrzna (Ghazni)

  - elementy niekinetyczne operacyjnie podległe PKW
    - Grupa Zabezpieczenia Medycznego - GZM (Ghazni)
    - Zespół Doradczy ds. Policji - PAT (Ghazni)
    - Zespół Doradczy ds. Wojska - PAT (Ghazni)
    - Zespół Wsparcia Psychologicznego - PSYOPS (Ghazni)

  - elementy tylko narodowo podległe PKW
    - Zadaniowy Zespół Bojowy WS – Task Force 50 (TF-50) JWK (Ghazni) – podlegał Dowództwu Operacji Specjalnych ISAF
    - Narodowy Element Wsparcia – NSE (Bagram)
    - oficerowie w dowództwach ISAF i NTM-A (Kabul/Bagram)

| Zmiana   | Początek   | Koniec     | Dowódca                       | Wystawiająca | Liczebność |
| -------- | ---------- | ---------- | ----------------------------- | ------------ | ---------- |
| XIV ISAF | 26.11.2013 | 05.06.2014 | gen. bryg. Cezary Podlasiński | 10 BKPanc    | ok. 1000   |

## XV zmiana ISAF (2014)
Ostatnia zmiana PKW ISAF ograniczyła element bojowy do minimum, zlikwidowano wszystkie struktury odpowiedzialne za szkolenie afgańskich sił bezpieczeństwa - całość działań kontyngentu skupiono na zabezpieczeniu i przeprowadzeniu operacji zakończenia wycofania z Afganistanu sił i środków.
- Dowództwo i sztab PKW (Bagram)
  - pluton zmotoryzowany (Bagram)
  - Grupa Łączności (Bagram)
  - Narodowy Element Wsparcia – NSE (Bagram)
  - Zespół Zabezpieczenia i Przygotowania Transportu (Bagram)
  - Zespół Zabezpieczenia Medycznego (Bagram)
  - oficerowie w dowództwach ISAF i NTM-A (Kabul/Bagram)

| Zmiana  | Początek   | Koniec     | Dowódca           | Wystawiająca | Liczebność |
| ------- | ---------- | ---------- | ----------------- | ------------ | ---------- |
| XV ISAF | 05.06.2014 | 04.12.2014 | płk Adam Słodczyk | 10 BLog      | ok. 500    |

## I-XIII zmiana RSM (2014-2021)
Po zakończeniu funkcjonowania ISAF powołana została nowa misja – Resolute Support, w ramach której działał polski kontyngent wojskowy, mający za zadanie doradztwo i wsparcie szkolenia afgańskich sił bezpieczeństwa.
- Dowództwo PKW (Bagram)
  - elementy podległe Dowództwu Resolute Support (Kabul)
    - Zespół Doradców ABS
    - Zespół Doradców KMTC
    - 4 pluton ochrony – od 2018
    - personel w dowództwie operacji

  - elementy podległe Dowództwu Doradczo-Szkoleniowemu Wschód (Laghman)
    - Zespół Doradców
    - 1 pluton ochrony
    - 3 pluton ochrony – od 2018
    - personel w dowództwie

  - elementy podległe Dowództwu Komponentu Operacji Specjalnych NATO w Afganistanie (Bagram, Kabul, Kandahar) – od 2015
    - Zespół Doradców Wojsk Specjalnych – Special Operations Advisory Team 50 (SOAT-50)

  - elementy narodowe (Bagram) 
    - 2 pluton ochrony – od 2017
    - Narodowy Element Wsparcia – NSE
    - Zespół Zabezpieczenia Medycznego
    - grupa łączności

| Zmiana   | Początek   | Koniec     | Dowódca                       | Wystawiająca | Liczebność |
| -------- | ---------- | ---------- | ----------------------------- | ------------ | ---------- |
| I RSM    | 04.12.2014 | 13.06.2015 | płk Wojciech Marchwica        | 21 BSP       | ok. 120    |
| II RSM   | 13.06.2015 | 01.12.2015 | płk Adam Luzyńczyk            | 10 BKPanc    | ok. 200    |
| III RSM  | 01.12.2015 | 01.06.2016 | płk Dariusz Kosowski          | 20 BZ        | ok. 200    |
| IV RSM   | 01.06.2016 | 01.12.2016 | płk Zbigniew Zalewski         | 8 pplot      | ok. 200    |
| V RSM    | 01.12.2016 | 01.06.2017 | płk Marek Rakowski            | 1 BPanc      | ok. 200    |
| VI RSM   | 01.06.2017 | 07.12.2017 | płk Piotr Fajkowski           | 15 BZ        | ok. 250    |
| VII RSM  | 07.12.2017 | 14.06.2018 | płk Grzegorz Potrzuski        | 10 BKPanc    | ok. 250    |
| VIII RSM | 14.06.2018 | 12.12.2018 | płk Piotr Kaczmarek           | 34 BKPanc    | ok. 350    |
| IX RSM   | 12.12.2018 | 06.06.2019 | płk Piotr Kreise              | 20 BZ        | ok. 350    |
| X RSM    | 06.06.2019 | 10.12.2019 | płk Robert Matysek            | 1 BPanc      | ok. 350    |
| XI RSM   | 10.12.2019 | 03.07.2020 | płk pil. Waldemar Gołębiowski | 12 BZ        | ok. 350    |
| XII RSM  | 03.07.2020 | 08.02.2021 | płk Daniel Butryn             | 5 pa         | ok. 350    |
| XIII RSM | 08.02.2021 | 30.06.2021 | płk Paweł Pytko               | 10 BKPanc    | ok. 350    |
| XIV RSM  | odwołana   | odwołana   | płk Tomasz Kowalczykiewicz    | 4 pplot      |            |

## Ewakuacja polskich obywateli i współpracowników z Afganistanu (2021)
Po upadku Kabulu i zwycięstwie talibów w walkach z wojskami rządowymi w celu ewakuacji pozostających w Afganistanie polskich obywateli oraz współpracowników polskiego kontyngentu oraz instytucji dyplomatycznych do kabulskiego lotniska został skierowany zespół lotnictwa transportowego Sił Powietrznych.
- Dowódca PKW (Nawoi)
  - zespół lotnictwa transportowego
  - zespół medyczny
  - zespół ochrony
  - zespół weryfikacyjny[22]

| Zmiana | Początek   | Koniec     | Dowódca | Wystawiająca | Liczebność |
| ------ | ---------- | ---------- | ------- | ------------ | ---------- |
| I      | 18.08.2021 | 27.08.2021 |         | 3 SLTransp   | ok. 100    |